# Eduard Stibor
Eduard Stibor (22. června 1900 Praha – ?) byl český a československý sportovní plavec a pólista, účastník olympijských her 1920.
Závodnímu plavání a vodnímu pólu se věnoval v pražském plaveckém klubu SK Slavia Praha. Na přelomu desátých a dvacátých let dvacátého století patřil k nejlepším československým plavcům ve stylu prsa. Jako pólista hrál postu obránce. V roce 1920 startoval olympijských hrách v Antverpách v závodech na 200 m a 400 m prsa a na obou distancích nepostoupil z rozplaveb. Zároveň byl nominován jako náhradník československého pólového týmu, a protože jeden z hráčů základní sestavy odmítl kvůli špatným podmínkám nastoupit (10 °C voda), zahrál si na postu obránce v zápase s Nizozemskem.